# Заалишвили, Малхаз Михайлович
Малхаз Михайлович Заалишвили (груз. მალხაზ მიხეილის ძე ზაალიშვილი; 1930—2016) — советский и грузинский учёный в области биохимии и физико-химической биологии, доктор биологических наук (1972), профессор (1974), академик АН Грузинской ССР (1988). 
Директор Института молекулярной биохимии и биофизики АН Грузинской ССР — АН Грузии (1986—2000) и академик-секретарь Отделения биологических наук АН Грузинской ССР (1988—1990).

## Биография
Родился 27 сентября 1920 года в Мцхете.
С 1936 по 1941 год обучался на химическом факультете Тбилисского государственного университета. С 1944 по 1948 год обучался в аспирантуре этого университета по кафедре биохимии и в Институте биохимии имени А. Н. Баха АН СССР под руководством профессора В. А.  Энгельгардта.
С 1947 года на научной работе в Институте физиологии АН Грузинской ССР в качестве старшего научного сотрудника и с 1963 по 1986 год — руководитель лаборатории биофизики и руководитель сектора биофизики. С 1951 по 1959 год одновременно с научной занимался и педагогической работой в Горийском государственном педагогическом институте в качестве доцента и заведующего кафедрой химии, читал курс лекции по вопросам физической, нео и органической химии.
С 1956 года на педагогической работе в Тбилисском государственном университете в качестве преподавателя курса биологической физики, с 1962 года — организатор и первый заведующий кафедрой физики макромолекул физического факультета, где вёл курс по молекулярной биологии, общей и клеточной биофизике. С 1986 по 2000 год — директор Института молекулярной биохимии и биофизики АН Грузинской ССР — АН Грузии. Одновременно с 1988 по 1990 год являлся академиком-секретарём Отделения биологических наук АН Грузинской ССР. С 2000 по 2006 год — директор Национальной научной библиотеке Грузии.  С 2004 по 2016 год — советник президента АН Грузии.

### Научно-педагогическая деятельность и вклад в науку
Основная научно-педагогическая деятельность М. М. Заалишвили была связана с вопросами в области молекулярной биологии и биохимия, занимался исследованиями в области молекулярной организации генома и  физико–химии биологических макромолекул, проблем биологической корректности, биофизики биологической правильности. М. М. Заалишвили являлся — председателем Научного совета по проблемам биофизики и секции биологического движения Национальной академии наук Грузии, председателем научно–технического совета по проблемам  физико-химической биологии и биотехнологии при Президиуме Национальной академии наук Грузии и Государственного комитета Грузии по науке и технике.
В 1949 году защитил кандидатскую диссертацию, в 1972 году защитил докторскую диссертацию на соискание учёной степени доктор биологических наук по теме: «Физико-химические основы сокращения мышц». В 1974 году ВАК СССР ему было присвоено учёное звание профессор. В 1979 году был избран член-корреспондентом, а в 1988 году — действительным членом АН Грузинской ССР.  М. М. Заалишвили было написано более двухсот пятидесяти научных работ, в том числе монографий и четырнадцать авторских свидетельств на изобретения, под его руководством было подготовлено десять докторских и четырнадцать кандидатских диссертаций.

## Награды
- Орден Чести (Грузия) (1997)[3]